# Farida, drottning av Egypten
Farida, född Safinaz Zulfikar den 5 september 1921 i Alexandria, död 16 oktober 1988 i Kairo, var en egyptisk drottning, gift med kung Farouk I av Egypten i hans första äktenskap.

## Biografi
Safinaz Zulfikar var dotter till adelsmannen och domaren Yusuf Zulfikar Pascha, och dotterdotter till premiärminister Mohammed Saiid Pasha. Hon utbildades i en fransk flickskola.
Safinaz Zulfikar gifte sig 20 januari 1938 med Farouk i Kairo. Vid giftermålet fick hon ett nytt förnamn, Farida, i enlighet med den egyptiska kungafamiljens sed att alla familjemedlemmar skulle ha samma initialer. Vid denna tid hade en viss kvinnlig frigörelse uppkommit i den egyptiska överklassen, där man hade börjat leva på ett åtminstone till ytan västligt vis där män och kvinnor börjat delta i ett könsblandat sällskapsliv. Det ingick i den moderna bild kungen ville ge av monarkin att kungaparets äktenskap framställdes som ett modernt, monogamt partnerskap.

### Drottning
Farida blev den första drottning i det muslimska Egypten som spelade en offentlig roll. Till skillnad från sin företrädare förväntades hon inte leva instängd i ett harem. Farouk I bedömde att Egypten skulle göra ett modernt intryck i västvärlden om de kvinnliga medlemmarna i kungafamiljen lämnade haremet och började delta i den offentliga kungliga representationen. Både Farida själv och kungens mor, systrar och övriga kvinnliga släktingar deltog i en offentlig bröllopsmiddag där de blev fotograferade för pressen, och när kungen mötte allmänheten efter bröllopet, blev Farida på hans uppmaning den första drottning som visade sig vid hans sida på den kungliga balkongen.
Drottning Farida närvarade enligt västlig drottningmodell vid välgörenhetstillställningar, minneshögstider och statsbesök, och agerade beskyddare för olika ändamål och sammanslutningar. Farida var ledamot i Röda halvmånen, hederspresident i Egyptian Feminist Union och Nya kvinnoalliansen, och beskyddare för Egyptiska flickscouterna. Detta offentliga engagemang var något nytt i Egypten, där kungliga kvinnor förut hade levt isolerade i den kungliga haremet och bara deltagit i tillställningar med enbart kvinnor. Den offentliga rollen visade sig vara en propagandavinst för monarkin, och Farida blev populär bland allmänheten.
Privat blev äktenskapet inte lyckligt. Hon fick tre döttrar men ingen son, och avsaknaden av en manlig arvinge skapade tidigt slitningar. Ett annat problem var att Farouk upprepade gånger var otrogen. Han uppges ha ansett att detta var hans rättighet, då han i egenskap av muslimsk man hade rätt att ha flera hustrur. Farida var dock inte beredd att acceptera detta. Inom den västinfluerade egyptiska överklassen skapade det visst ogillande när Farouk visade sig offentligt med sina älskarinnor på middagar och mottagningar. Skilsmässan gick igenom 19 november 1948, och var inte populär i Egypten. Farida var populär, och kungen fick uppleva burop offentligt på Kairos biograf från allmänheten. Feministen Doria Shafik tog Faridas skilsmässa som ett symboliskt rop till Egyptens kvinnor att frigöra sig, sedan Farida hade avstått från en tron i utbyte mot sin frihet. 

### Senare liv
Efter skilsmässan levde hon i Paris. Hon återvände till Egypten 1974. Hon gifte inte om sig. Från 1960-talet blev hon verksam som konstnär och deltog med sina tavlor i ett antal utställningar.